# Мата-ди-Сан-Жуан
Мата-ди-Сан-Жуан (порт. Mata de São João)  —  муниципалитет в Бразилии, входит в штат Баия. Составная часть мезорегиона Агломерация Салвадор. Находится в составе крупной городской агломерации Агломерация Салвадор. Входит в экономико-статистический микрорегион Кату. Население составляет 37 201 человек на 2007 год. Занимает площадь 670,380 км². Плотность населения — 50,8 чел./км².

## История
Город основан 14 апреля 1846 года.

## Статистика
- Валовой внутренний продукт на 2005 год составляет 234 125 959 реалов (данные: Бразильский институт географии и статистики).
- Валовой внутренний продукт на душу населения на 2005 год составляет 6918 реалов (данные: Бразильский институт географии и статистики).
- Индекс развития человеческого потенциала на 2000 год составляет 0,671 (данные: Программа развития ООН).